# Ludwig van Kempen
Ludwig van Kempen (noto anche come Ludovico Santo di Beringen e Lodewijk Heyligen) (1304 – Avignone, 1361) è stato un cantore fiammingo, amico di Francesco Petrarca, che gli dedicò il volume delle Familiares.

## Biografia
Ludwig van Kempen nacque nel 1304 in una regione identificata, dal Marchese de Sade nel '700, nella regione fiamminga di Kempen, nei pressi di Bois-le-Duc, attualmente capoluogo della provincia olandese del Brabante Settentrionale. Entrato al servizio del cardinale Giovanni Colonna nel 1330 quale cantore di cappella, Ludwig conobbe il letterato Francesco Petrarca durante il soggiorno primaverile/estivo che i due, insieme ad Angelo Tosetti, trascorsero a Lombez, località ai piedi dei Pirenei e sede vescovile del fratello di Giovanni, Giacomo Colonna, presso il quale Petrarca svolgeva varie mansioni di servizio.
Durante la sua vita, Ludwig (soprannominato con lo pseudonimo di Socrate nelle varie Epistolae Familiares che il Petrarca gli inviò, a motivo della sua cortesia e della sua dolcezza d'animo) non si spostò mai da Avignone (città da dove informò Petrarca della morte di Laura), rimanendo al servizio del cardinale Giovanni. Dopo la morte di questi nel 1348 a causa della dilagante peste nera, Ludwig van Kempen riuscì a trovare una sistemazione presso il cardinale De Talleyrand. Morì ad Avignone a causa di un'epidemia nel 1361, lo stesso anno in cui morì Giovanni, il figlio naturale di Petrarca. Quest'ultimo lasciò, nella Sen. I, 3 indirizzata a Francesco Nelli, un ritratto di sé sconfortato e addolorato.